# العقم (حزم العدين)

تعديل مصدري - تعديل

العقم محلة تابعة لقرية البراح، التابعة لعزلة الشعاور بمديرية حزم العدين إحدى مديريات محافظة إب في الجمهورية اليمنية، بلغ تعداد سكانها 30 حسب تعداد اليمن لعام 2004.